# Pteroglossa macrantha
Pteroglossa macrantha là một loài thực vật có hoa trong họ Lan. Loài này được (Rchb.f.) Schltr. miêu tả khoa học đầu tiên năm 1920.